# Снова в СССР
Снова в СССР(로마자 표기법으로 CHOBA B CCCP. 영어로 러시안 앨범(The Russian Album)이라고도 불린다.)는 1988년 소련에서 발매된 폴 매카트니의 음반이다. 1991년에는 추가 트랙을 하나 더해 전 세계적으로 발매되었다.
Снова в СССР는 비틀즈의 1968년 앨범 《The Beatles》에 수록되었었던 폴 매카트니 자신의 노래, 〈Back in the U.S.S.R.〉을 러시아어로 번역한 것이다. 세계 발매판의 레이블에는 이 앨범의 제목이, 로마자 CHOBA B CCCP로 표기되어 있고 많은 사람들이 이런 표기법을 이용하고 있으나, 키릴 문자의 정확한 로마자 표기를 따른다면 Snova v SSSR로 써야 옳다. 
녹음 세션 동안 총 16곡이 녹음됐으나, 앨범엔 14곡만 수록되었다. 버려진 두 곡은 〈I Saw Her Standing There〉(비틀즈의 노래)과 〈It's Now or Never〉이다.
이 앨범에는 전곡에 러시아어로 된 주석이 달려 있는데, 이는 로이 카가 쓴 것이다.
앨범 커버는 린다 매카트니가 디자인했으며, 이는 적색 별(소련의 상징) 안에 폴 매카트니의 사진이 있는 모습이다.
1991년, Снова в СССР는 전 세계적으로 발매되었는데, 여기엔 〈I'm in Love Again〉이란 곡이 추가로 들어있었다. 이는 1989년 〈This One〉의 B 사이드로 발매된 곡이었다.
이상하게도, 전 세계 발매 당시 제목은 "СНОВА Б СССР"라 잘못 표기되었다. (키릴 문자 Б는 로마자의 B에 해당하는 것이며 키릴 문자 В는 로마자의 V에 해당하는 것이다. 따라서 키릴 문자 В를 로마자로 잘못 보아 B에 해당하는 키릴 문자인 Б로 썼다고 보아야 할 것이다.)

## 곡 목록
1. 〈Kansas City〉 - 4:02
2. 〈Twenty Flight Rock〉 - 3:03
3. 〈Lawdy Miss Clawdy〉 - 3:17
4. 〈I'm in Love Again〉 - 2:58 (1991년 발매 당시의 보너스 트랙)
5. 〈Bring It on Home to Me〉 - 3:14
6. 〈Lucille〉 - 3:13
7. 〈Don't Get Around Much Anymore〉 - 2:51
8. 〈I'm Gonna Be a Wheel Some Day〉 - 4:12
9. 〈That's All Right Mama〉 - 3:47
10. 〈Summertime〉 - 4:57
11. 〈Ain't That a Shame〉 - 3:43
12. 〈Crackin' Up〉 - 3:55
13. 〈Just Because〉 - 3:34
14. 〈Midnight Special〉 - 3:59

## 같이 보기
- Kontsert